# جوزفین استه لودر
جوزفین استه لودر (به انگلیسی: Josephine Estée Lauder) (زاده ۱ ژوئیه ۱۹۰۶ – درگذشته ۲۴ آوریل ۲۰۰۴) کارآفرین، آرایشگر و بازرگان آمریکایی بود، که در سال ۱۹۴۶ با مشارکت همسرش جوزف لودر، شرکت استه لودر را تأسیس نمود.